# Jenda Rajman
Jan Rajman, také Jenda Rajman (25. srpna 1892, Rožďalovice – 26. března 1965, Rožďalovice) byl významný český umělecký knihař. Za první republiky měl v Rožďalovicích knihařskou dílnu s 6 až 10 zaměstnanci, po 2. světové válce a změně režimu v roce 1948 ji ale již nemohl provozovat v původním rozsahu. Od roku 1957 pracoval samostatně a byl registrován jako člen Svazu československých výtvarných umělců. Fotografoval, psal drobné literární práce, které také vydával.
V jeho původním domě a dílně v Rožďalovicích vzniklo Muzeum klasického knihařství.

## Život

### Mládí

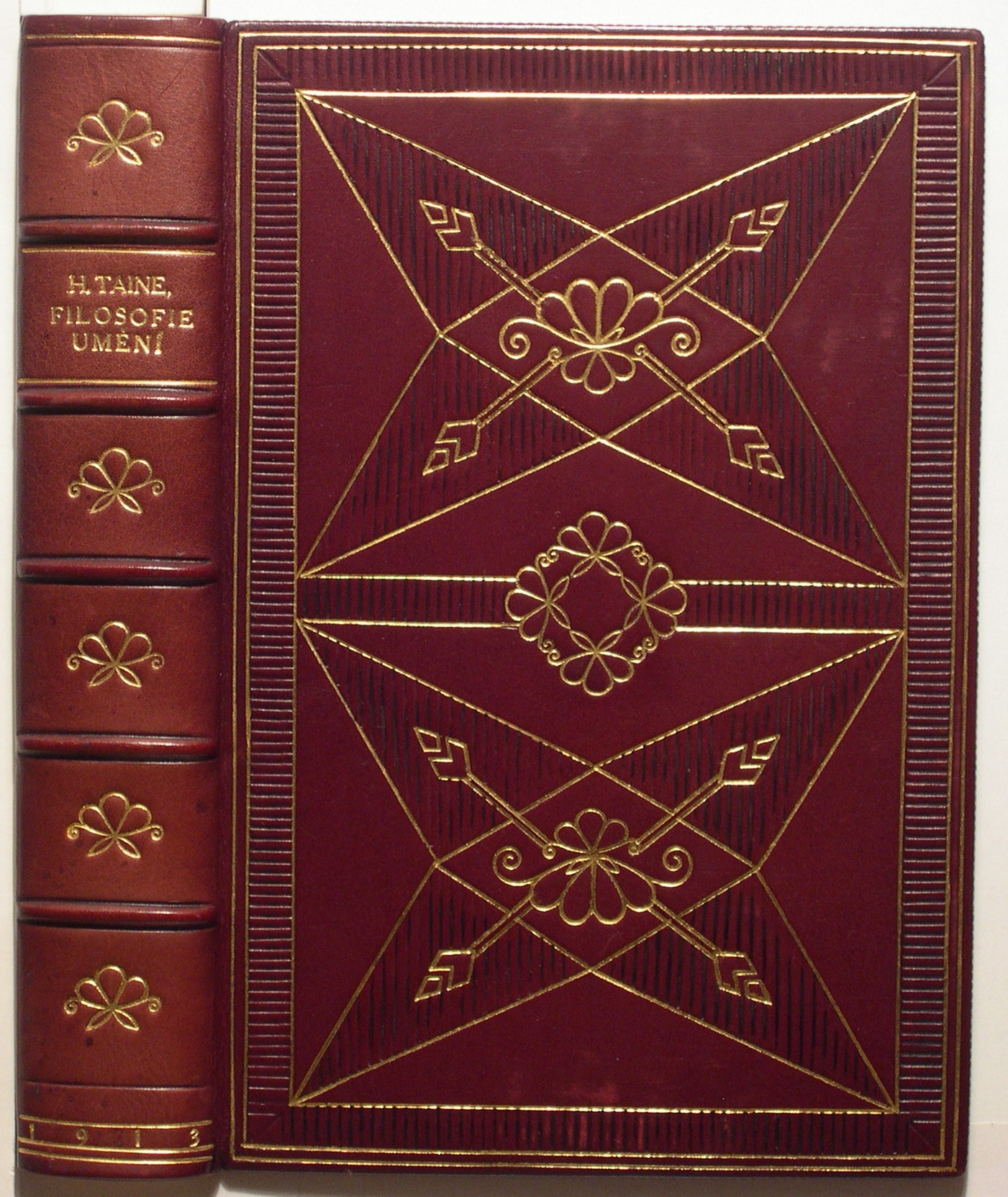
Celokožená francouzská vazba Jendy Rajmana, mistrovský kurs 1915

Jenda Rajman se narodil koncem devatenáctého století v Rožďalovicích jako třetí syn v rodině knihaře Josefa Rajmana (1856-1931). Jeho matkou byla Marie, rozená Nechánská (1860-1922). Bydleli v jedné pronajaté místnosti, která byla současně i knihařskou dílnou. V Rožďalovicích navštěvoval obecnou a měšťanskou školu, zároveň zde rozvíjel své výtvarné a technické schopnosti v tzv. Průmyslové škole pokračovací (v letech 1904-1906). U svého otce se v letech 1906-1909 vyučil knihařem.
V roce 1909 nastoupil jako volontér do pražské knihařské dílny Ludvíka Bradáče, který je všeobecně považován za zakladatele české moderní knižní vazby. Byl na místě dílovedoucího, kromě toho navštěvoval dělnické kursy ručních papírů, ručního zlacení, potom i mistrovské kursy. Pracoval tu pro řadu významných umělců, například Mikoláše Alše, který mu za jeho služby namaloval osobní exlibris. Dne 22. 5. 1911 Jenda složil tovaryšskou zkoušku a pracoval pak u svého otce v Rožďalovicích.[zdroj?]
Ale jeho věk ho předurčil k účasti v první světové válce. Protože jako malý přišel při jízdě na kole o palec u nohy, nemusel přímo do bojové linie. Byl umístěn jako úředník v polním lazaretu na italské frontě, kde sloužil i jeho starší bratr Josef. Jejich tábor se dlouho nacházel poblíž řeky Soča, kde probíhaly jedny z nejtěžších bojů italské fronty. Jenda rád fotografoval, a tak měl možnost zachytit válečný život na množství snímků. Ty pak zasílal domů jako pohledy, které se dochovaly, takže mají popis události či místa i dataci.[zdroj?]

### Rozvoj Rajmanovy knihařské dílny

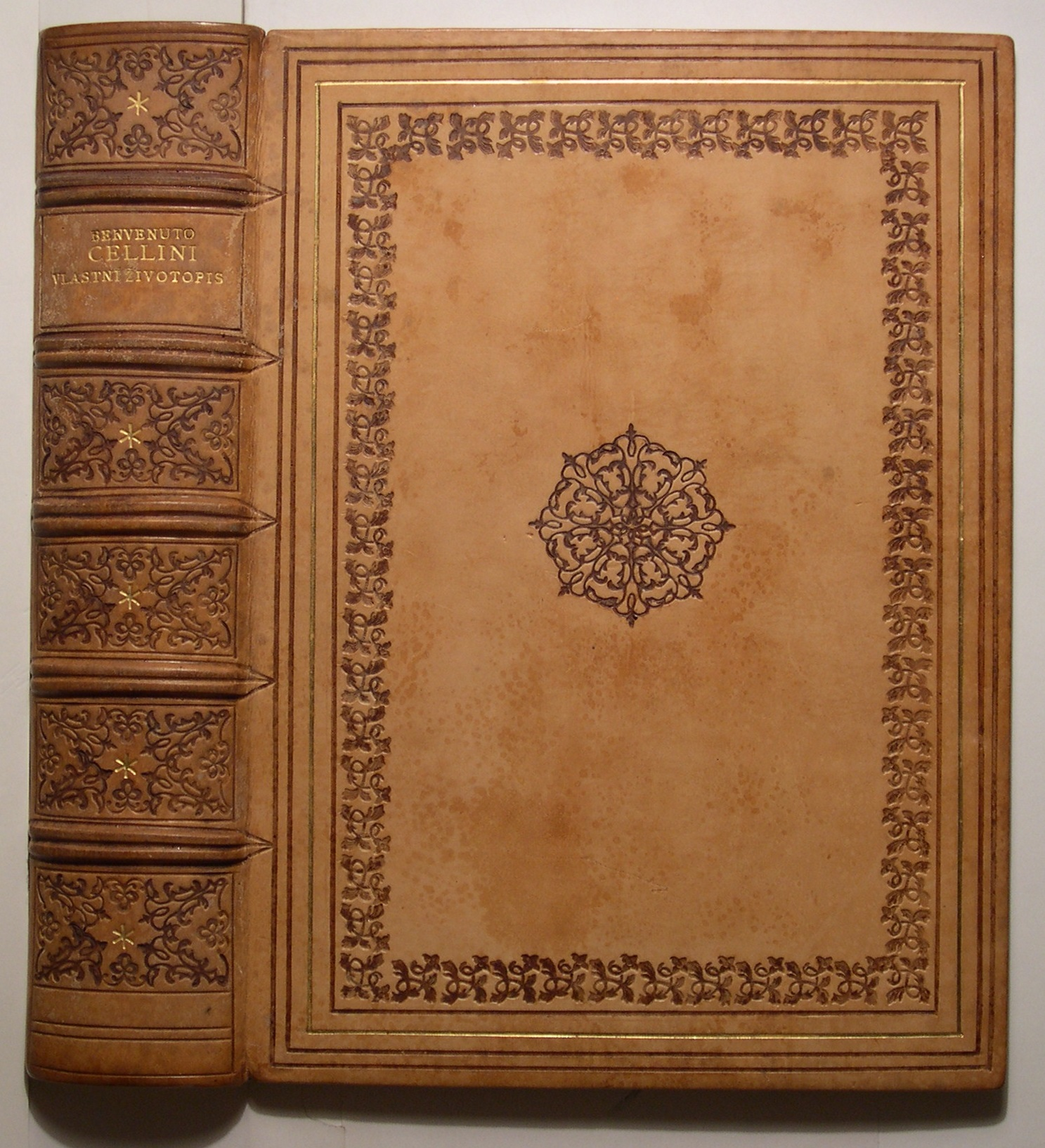
Celokožená francouzská vazba, vázal Jenda Rajman

Po návratu z války koncem roku 1918 pracoval u otce jako knihařský pomocník. Zároveň pomáhal s celokoženými vazbami pro svého bývalého mistra Ludvíka Bradáče. V roce 1924 koupil se svým otcem v Rožďalovicích dům č. p. 24 a založili v něm novou knihařskou dílnu. V této době zaznamenávalo knihvazačství velký rozvoj. S rozkvětem české literatury se vydávalo hodně knih a začal se klást velký důraz na jejich výtvarné zpracování. Přitom se knihy vydávaly převážně jen brožované, ve skládaných arších, takže pro lepší vazby se nosily ke knihaři. Jenda Rajman dokázal tou dobou zaměstnávat 6 až 10 lidí. Hodně pracoval pro bibliofily, měl zakázky též od velkých pražských nakladatelství, například od nakladatelství Melantrich, pro které vázal mimo jiné Alšův Špalíček.[zdroj?]
Z doby svého působení u Ludvíka Bradáče se znal s umělci, zabývajícími se knižní grafikou. Díky své vyhlášené zručnosti Jenda Rajman získával další známé, jezdili kvůli zakázkám, ale také z přátelství a díky vyhlášené kuchyni paní domu. Tito hosté často obdarovávali Rajmanovy svými obrazy nebo grafickými listy. V roce 1941 Jenda Rajman svázal do kůže a vyzdobil „Knihu hostů“, v níž postupně vznikaly nejen rozmanité zápisy se vzpomínkami na návštěvu u Rajmanů, ale také drobné kresby a malby návštěvníků. Nejkrásnější jsou od Karla Kinského, ten pro svého přítele vytvářel kresby, drobné malby a zápisy, dokonce i vtipné koláže.[zdroj?]
Pobývali zde Cyril Bouda, T. F. Šimon a jeho syn Pavel Šimon, Vratislav Hugo Brunner, František Kobliha, Karel Vik, Arno Nauman, Svatopluk Klír nebo Antonín Majer, který měl v Rožďalovicích svůj letní ateliér. Úzké přátelství navázali Rajmanovi s rodinou Maxe Švabinského. Paní Zuzana Švabinská, Švabinského adoptivní dcera, v roce 2002 přijala patronát nad Nadačním fondem Jendy Rajmana.
Rajmanovo knihařství navštěvovali i známí spisovatelé, například Jan Vrba, Jaroslav Kvapil, Marie Majerová,Anna Maria Tilschová, Josef Palivec, Ludvík Páleníček nebo Jakub Deml, jehož synovec se u Rajmana vyučil. Vyučil se tu i pozdější spisovatel Stanislav Vodička.
Jendu Rajmana navštěvoval první předseda Spolku českých bibliofilů František Táborský, také bohemista Alexandr Stich.
Jenda Rajman dělal krásné vazby také pro poslední majitelku rožďalovického panství kněžnu Lobkowiczovou nebo pro majitele zámku Loučeň z rodu Thurn-Taxisů.[zdroj?]

### Poválečné období
Po druhé světové válce a změně režimu nebylo možné provozovat knihařství stejně jako předtím. Jenda Rajman musel propustit zaměstnance, jen stěží se ubránil konfiskaci svých nemovitostí, jejichž část byl nucen předat k využívání socialistickým podnikům. Změnily se i podmínky – nastoupila strojová výroba knih. Knihařská dílna se stala součástí socialistického podniku Komunální služby. V roce 1957 byl Rajman přijat do Svazu československých výtvarných umělců. V té době vzniklo mnoho jeho mistrovských vazeb.
Vzhledem k velikosti Rajmanova zachovaného odkazu, tj. souboru mnoha krásných vazeb, knihařských strojů, nástrojů i dalšího původního vybavení a také uměleckých děl Rajmanových přátel založili jeho potomci v roce 2002 Nadační fond Jendy Rajmana. Základním smyslem je tento odkaz uchovat a zpřístupnit veřejnosti. Nadační fond věnoval proto společně se společností Rajmanova dílna, s.r.o. velké úsilí zřízení Muzea klasického knihařství v Rožďalovicích.[zdroj?]

## Dílo
Mistr Rajman zdědil a stále doplňoval velký soubor rytin, tlačítek, linek a dalších nástrojů k výzdobě knih. S jejich pomocí vytvořil mnoho mistrovských vazeb celokožených, pergamenových, plátěných nebo potahovaných zdobeným papírem. Účastnil se řady výstav a získal za svá díla ocenění, v roce 1914 na světové výstavě Bugra v Lipsku, v roce 1928 na Výstavě soudobé kultury v Brně nebo v roce 1937 v Paříži.[zdroj?]
Celý život rovněž psal, zachycoval události ze své rodiny a města. Drobnější práce vydával soukromě, posílal je jako novoročenky přátelům a zákazníkům. Sám fotografoval a vydával pohlednice starých Rožďalovic. Napsal a vydal knížku Náš dědeček. O zážitcích z konce 2. světové války sepsal knížku Květen 1945 v Rožďalovicích: deník rožďalovického knihaře (vydalo nakladatelství Rajmanova dílna v roce 2006).[zdroj?]
Rajmanovy fotografie z italské fronty první světové války byly součástí výstavy Fotografové války, iniciované fotografem Jaroslavem Kučerou, která proběhla v roce 2011 na Pražském hradě a během roku 2014 kolovala po Českých centrech. Zároveň autoři Jan Haas; Jaroslav Kučera; Karel Martínek vydali knihu s těmito fotografiemi Fotografové války.[zdroj?]